# Gschlosser Hube

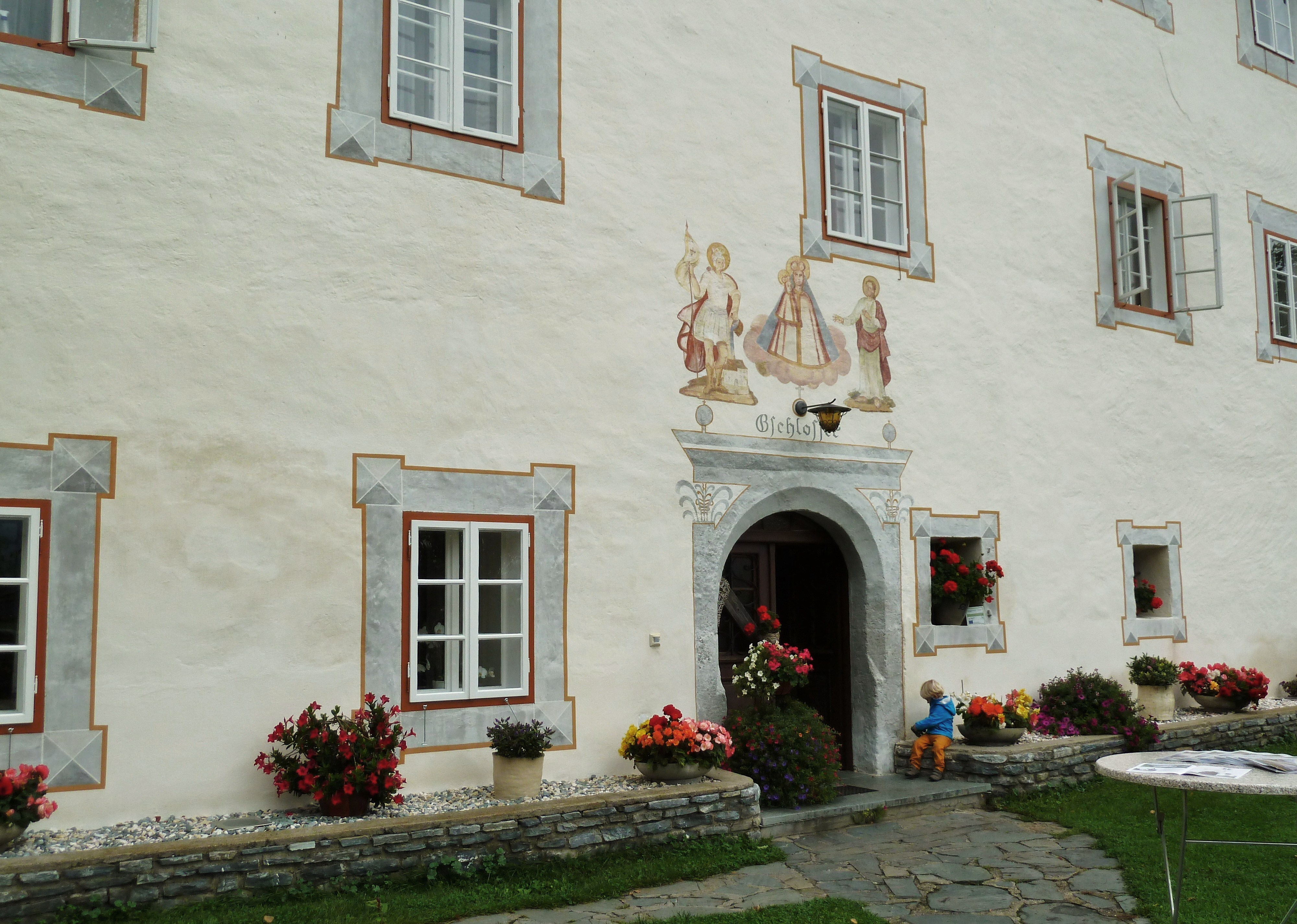
Fassade der Gschlosser Hube (2012)

Die sogenannte Gschlosser Hube in Tiffen in der Gemeinde Steindorf am Ossiacher See ist das ehemalige Schloss Tiffen.
Das Anwesen wurde 1560 von Leonhard von Keutschach an die Brüder Hans und Barthelmeä Khevenhüller verkauft. Seit 1728 ist die Gschlosser Hube in bäuerlichem Familienbesitz. Das 1620 als repräsentativer Renaissancebau beschriebene Schloss wurde im Barock und nach einem Brand im Jahr 1931 weitgehend verändert.

## Beschreibung
Das ehemalige Schloss ist ein zwei- bis dreigeschoßiger Bruchsteinbau mit Krüppelwalmdach, der im Norden mit einem turmartigen Bau verbunden ist. Die fächerartigen Putzstrukturen an der Süd- und Ostfassade und die breite Putzfasche des nordwestlichen Turmfensters stammen aus dem 16. Jahrhundert. Die Wandbilder des heiligen Florian, einer Gnadenmadonna und eines männlichen Heiligen über dem Portal wurden im 18. Jahrhundert im volkstümlichen Stil gemalt. Im Inneren haben sich Raum- und Gewölbeformen aus dem 15./16. Jahrhundert erhalten. Im südöstlichen Eckraum des zweiten Obergeschoßes befindet sich eine bemerkenswerte Renaissance-Balkendecke.
Neben dem Hauptgebäude sind Reste der ehemaligen Wehrmauer, ein gotisches Kastengebäude und ein gotischer Speicherbau erhalten. 
Das Kastengebäude ist ein zweigeschoßiger Bruchsteinbau mit abgefasten Fenstergewänden mit Steckgittern des 15./16. Jahrhunderts. Das als Stall genutzte Erdgeschoß ist eine zweischiffige Halle mit drei Mittelpfeilern und einem mächtigen Tonnengewölbe mit Stichkappen
Im Speicherbau, einem zweigeschoßigen Bruchsteinbau des 15./16. Jahrhunderts mit Krüppelwalmdach sind zahlreiche antike Spolien eingemauert.